# Salomé de Galítsia
Salomé de Galítsia   (Cracòvia, 1211 - Skała, 10 de novembre de 1268) Salomé o Salomea de Halicz o de Cracòvia, fou una princesa polonesa i, entre 1215 i 1219, reina consort de Galítsia-Volínia com a esposa de Colomà de Lodomèria. Retirada a l'Orde de Santa Clara, és venerada com a beata per l'Església catòlica.

## Biografia
Salomea era filla de Leszek I el Blanc, gran duc de Cracòvia i sobirà de Polònia, i de Grzymislawa de Luck. Quan encara tenia tres anys, es va acordar el seu matrimoni amb Colomà, fill del rei Andreu II d'Hongria. Els vincles de la seva mare amb les terres de Galítsia, i tant el seu pare com el seu el rei d'Hongria cobejaven el territori, per la qual cosa van acordar el matrimoni en 1215, quan el marit tenia set anys; Salomé va anar a Hongria el 1218 i el matrimoni va tenir lloc en 1223. En 1219, la parella, amb un seguici de polonesos i hongaresos, s'instal·là a Halicz, capital de Galítsia.
En 1221, Mstislav, príncep de Nóvgorod va conquerir Halicz i va prendre els reis com a presoners. Foren obligats a abdicar i renunciar als seus drets i només llavors foren alliberats. En 1241, Colomà va morir en una batalla contra els tàrtars i Salomé va tornar a Polònia, instal·lant-se a la cort de Cracòvia on regnava el seu germà Boleslau V de Polònia.
En 1245, va ingressar a l'Orde de Santa Clara al convent de Sandomierz. Boleslau li demanà que fundés un monestir a Zawichost, i Salomé anà a Grodzisk a fundar-lo, juntament amb la biblioteca. La seva vida com a monja fou exemplar i fou tinguda per santa.

## Veneració
Fou beatificada el 17 de maig de 1672 per Climent X. És sebollida a la basílica de Sant Francesc de Cracòvia.

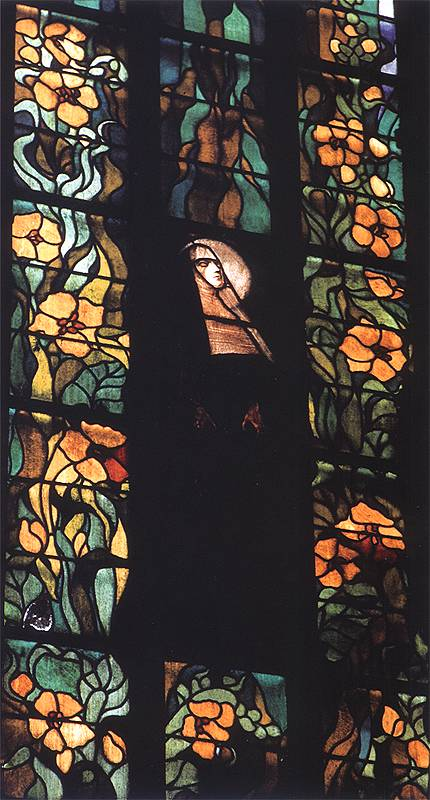
Vitrall a S. Francesc de Cracòvia
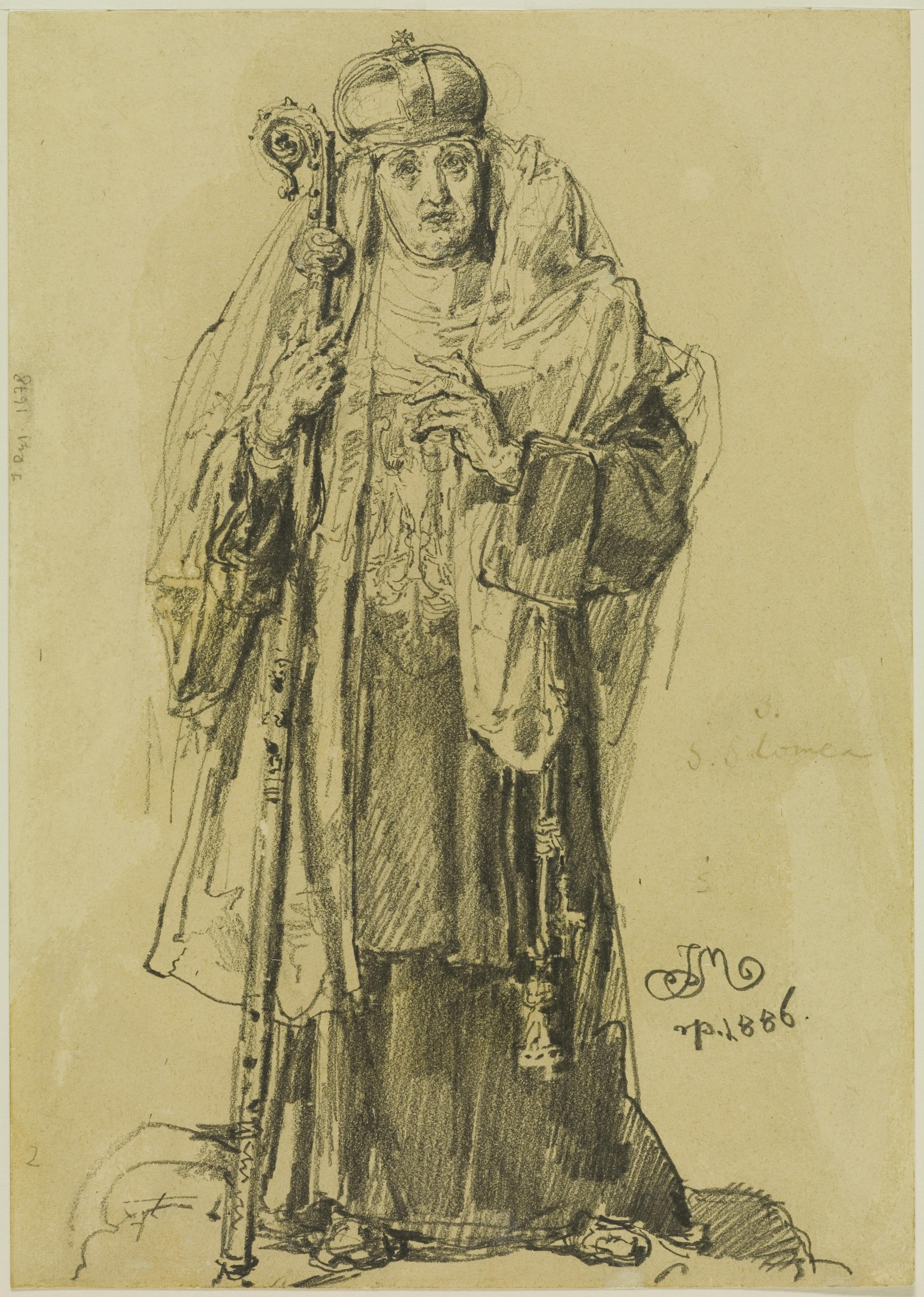
Dibuix de 1886
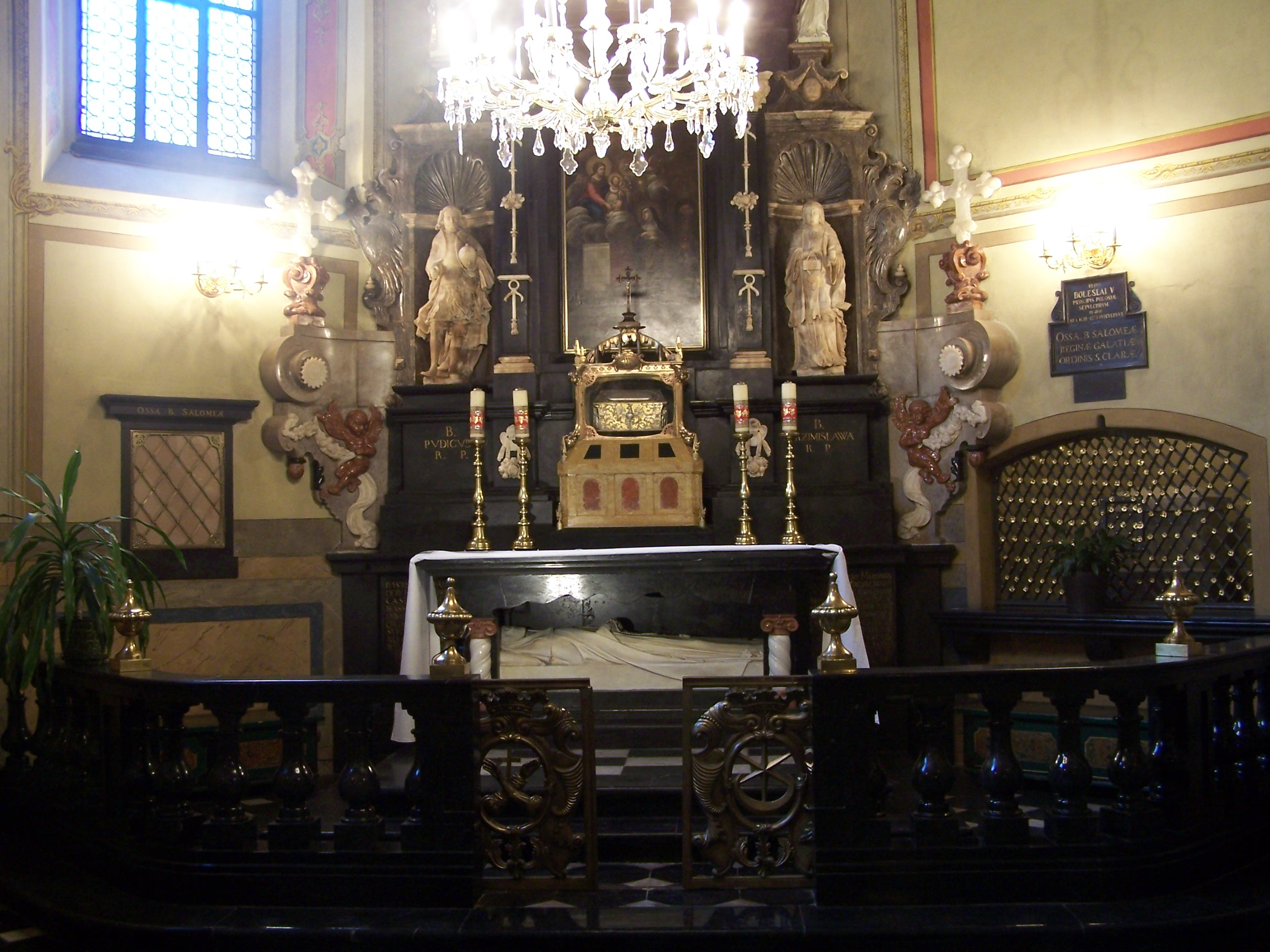
Capella a S. Francesc (Cracòvia), amb la tomba de la beata
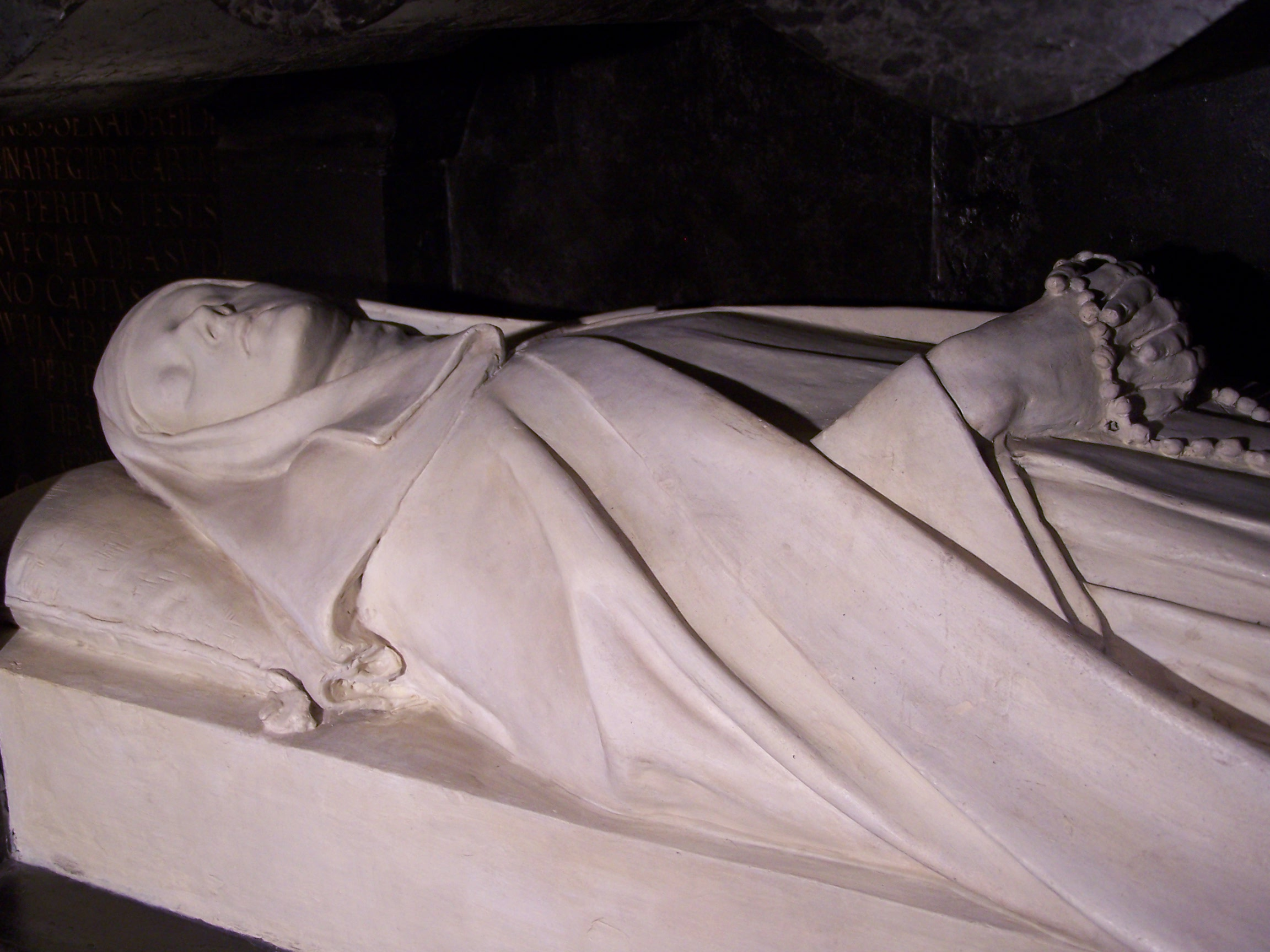
Tomba de la beata